# Шимерой (гора)
Шимерой, Шимерой-Лам (чечен. Шимри корта) — горная вершина в Веденском районе Чеченской Республики. Высота над уровнем моря составляет 2350 метров.

## География
Ближайшие населённые пункты — Хой и Макажой.

## Этимология
По мнению А. В. Твердого этимология затемнена; однако автор предположил, что шимерой — одно из забытых этнических обществ у чеченцев.